# Laxenecera albibarbis
Laxenecera albibarbis là một loài ruồi trong họ Asilidae. Laxenecera albibarbis được Macquart miêu tả năm 1838. Loài này phân bố ở miền Ấn Độ - Mã Lai.